# 마이크로소프트 스웨이
마이크로소프트 스웨이(Microsoft Sway)는 프레젠테이션 소프트웨어의 하나로서, 마이크로소프트 오피스 계열 제품의 일부이다. 2015년 8월 마이크로소프트가 출시한 스웨이는 마이크로소프트 계정 소유자에게 텍스트와 미디어를 병합하여 프레젠테이션 가능한 웹사이트를 만들 수 있게 한다.
사용자들은 사용 중인 장치나 빙, 페이스북, 원드라이브, 유튜브 등의 인터넷 소스로부터 로컬로 콘텐츠를 가져올 수 있다.
스웨이는 마이크로소프트의 서버에 저장되며 사용자의 마이크로소프트 계정에 연계된다. 오피스 온라인에서 사용 가능한 웹 애플리케이션으로 웹 브라우저에서 보기 및 편집이 가능하다. 윈도우 10과 iOS용 앱을 사용하여 접근하는 것도 가능하다. 추가 앱들은 현재 안드로이드, 윈도우 10 모바일용으로 개발되고 있다.

## 역사
스웨이는 마이크로소프트에 의해 내부적으로 개발되었다. 2014년 말에 마이크로소프트는 초대 전용 미리 보기로서 미리 보기 버전의 스웨이를 발표하였으며 스웨이의 경우 오피스 365 구독을 요구하지 않을 것이라 발표하였다. 2014년 10월 31일에 iOS 앱이 미리 보기 버전으로 출시되었다. 2015년 기준으로 전 세계적으로 이용이 가능하다.

## 기능
사용자는 자신의 스웨이 프레젠테이션에 다양한 소스의 콘텐츠를 추가할 수 있다. 통합 서비스 중 일부는 마이크로소프트의 소유이며, 여기에는 원노트, 빙, 기타 스웨이(Sway)들을 포함한다. 이 프로그램은 또한 유튜브, 페이스북, 믹스클라우드, Infogr.am을 포함한 다른 서비스들과의 네이티브 연동을 제공한다.